# اریکا چیپرسا
اریکا چیپرسا (ایتالیایی: Erica Cipressa؛ زادهٔ ۱۸ مهٔ ۱۹۹۶) شمشیرباز اهل ایتالیا است.